# 王超柱
王超柱（1917年—1993年），山东济南长清马山焦庄人。中华人民共和国政治人物。
早年参加朝鲜战争，后担任铁道部大桥工程局2、4桥处工长。1972年，任铁道部大桥工程局桥梁科研所革委会副主任；次年升任湖北省总工会主任。担任中共第九、十、十一届中央委员。